# Монтебелло-Вічентіно
Монтебелло-Вічентіно (італ. Montebello Vicentino, вен. Montebeło Vixentin) — муніципалітет в Італії, у регіоні Венето, провінція Віченца.
Монтебелло-Вічентіно розташоване на відстані близько 410 км на північ від Рима, 75 км на захід від Венеції, 18 км на південний захід від Віченци.
Населення — 6601 особа (2014).
Щорічний фестиваль відбувається 24 червня. Покровитель — San Giovanni.

## Демографія
Населення за роками:

Станом на 1 січня 2023 року в муніципалітеті офіційно проживали 744 іноземці з 39 країн, серед них 83 громадяни країн Євросоюзу та 7 громадян України.

## Сусідні муніципалітети
- Брендола
- Гамбеллара
- Лоніго
- Монтеккьо-Маджоре
- Монторсо-Вічентіно
- Ронка
- Сарего
- Цермегедо

## Персоналії
- Арріго Педролло (1878—1964) — італійський композитор, диригент і піаніст.